# 리상벽
리상벽(李相碧, 표준어: 이상벽, 1924년 3월 30일 ~ 1997년 12월 25일)은 조선민주주의인민공화국의 아나운서(방송원)로, 함경북도 청진시 청암구역 사구리 출신이다. 그는 평양을 중심으로 한 조선민주주의인민공화국의 문화어 방송 화술을 발전시켰으며 보도와 생중계, 정론, 교양 기사, 논평 등 방송 형식에 따른 화술 형식 창조에 기여한 인물로 평가받고 있다.
그는 1938년에 청진상업보습학교를 졸업하였으며 1959년에 중앙당학교를 졸업하였다. 그는 1945년 8.15 광복을 맞이한 이후에 함경북도 성진방송국 아나운서로 근무하였으며 1947년부터 평양중앙방송국 아나운서로 근무하였다.
그는 김일성 주석과 김정일 국방위원장의 조선로동당 및 국가 활동과 관련된 주요 정치 시사 보도와 조선인민군 최고사령부의 보도, 조선민주주의인민공화국 정부와 조선로동당의 주요 성명, 조선인민군 최고사령관의 명령을 비롯해 조선로동당 당대회 등 조선민주주의인민공화국의 대표적인 국가 행사, 스포츠 경기 중계 방송 등 다양한 프로그램을 진행해 왔다. 그는 1966년 잉글랜드 월드컵에서 조선민주주의인민공화국 대표팀 경기의 현지 생중계를 진행했으며 1989년 평양에서 열린 제13회 세계청년학생축전의 개막식과 폐막식 중계를 진행하기도 했다.
그는 평양연극영화대학 겸임 교수로 근무하면서 화술 강의를 진행했으며 1980년에 언어학 학사 학위를, 1994년에 예술학 박사 학위를 받았다. 또한 그는 조선민주주의인민공화국 국기훈장 제1급 훈장을 받았으며 1966년에 인민방송원 칭호를, 1972년에 김일성상 계관인 칭호를, 1984년에 로력영웅 칭호를 받기도 했다.
그의 저서로 《방송화술론》, 《화술통론》, 《말하기》, 《조선말화술》, 《방송원화술》 등이 있으며 애국렬사릉에 그의 묘가 안치되어 있다.